# Teddy Edelmann
Teddy Edelmann Rasmussen, född 9 september 1941 i Vesterbro, död 1 januari 2018, var en dansk sångare.

## Biografi
Teddy Edelmann började sin musikaliska karriär på 1950-talet under namnet Rock Teddy och senare i bandet The Ready Rock Boys. 1962 vann han en tävling i Radio Mercur och utsågs till Nordens Cliff Richard. Året därpå blev han medlem i The Caravans, som han lämnade 1968. Hans första stora hit kom i kvartetten Teddy, Chano, Jan och John som bildades 1970 och fick hittar med "Ikke flere penge, fyret fra mit job" 1971 och 1972 med "Jag vill bo i Vesterbro". Genren var trucker-country. 1973 upplöstes gruppen och Teddy Edelmann och Chano Tietze fortsatte som en duo fram till 1978.
1984 blev Edelmann soloartist och fick en enorm hit med "Himmelhunden", som förutom att toppa radiokanalen Giro 413 i flera månader också blev en hit bland ungdomarna, som hade möjlighet att uppleva Edelmann på flera diskotek. Låten översattes från svenska "Änglahund", skriven och komponerad av Hasse Andersson 1982.
Under flera år spelade han också på Tivolis Visevershus tillsammans med Chano Tietze.

### Död
Edelmann drabbades av en blodpropp 2004. Senare fick han också KOL och lungcancer. Han somnade in i hemmet på natten till nyårsdagen 2018. Vid tiden för hans död bodde han med sin hustru Ritva Marjaana Sariola i Østbirk, några kilometer nordväst om Horsens. Han blev 76 år gammal.